# Jules Massenet
Jules Émile Frédéric Massenet (tiếng Pháp: [ʒyl emil fʁedeʁik masnɛ]) (sinh ngày 12 tháng 5 năm 1842, mất 13 tháng 8 năm 1912) là nhà soạn nhạc người Pháp, nổi tiếng với những vở Opera do chính ông sáng tác. Ông là nhà soạn nhạc thuộc chủ nghĩa lãng mạn.

## Cuộc đời và sự nghiệp
Jules Massanet vào Nhạc viện Paris khi mới 11 tuổi, là học trò của Thomas. Sau đó, Massanet đoạt Giải thưởng Roma và ở thủ đô của Ý tới 3 năm đến năm 1866 mới trở về Pháp. Lúc này, ông sống tại Paris. Từ năm 1878 đến năm 1896, ông là giáo sư môn sáng tác của chính Nhạc viện Paris. Học trò của ông có Charpentier, Enescu, Bruneau. Năm 1878, ông được bầu làm Viện sĩ Viện Hàn lâm Mỹ thuật.

## Phong cách sáng tác
Opera chiếm vị trí trung tâm cho các sáng tác của ông. Ông đã tiếp tục phát triển thể loại opera trữ tình-lãng mạn. Âm nhạc của ông trữ tình, mềm mại, giàu chất thơ, giai điệu thanh nhã, những đôi lúc thiếu tính chất sâu nặng, còn hời hợt về bề ngoài.

## Tác phẩm
Massanet đã viết khoảng 30 vở opera, trong đó có vở Ông vua vùng Lahore (1877), Manon (1884), Le Cid (1885), Werther (1886), Thais (1894), Sapho (1896), Don Quichotte (1910); những vở ballet, oratorio, cantata; 9 tổ khúc, 3 overture cho dàn nhạc; những tác phẩm thính phòng; gần 200 bản romnace, hợp xướng.